# El juicio final (álbum de 2008)
El juicio final es el último álbum de estudio del cantante puertorriqueño de reguetón, Héctor Delgado, apodado anteriormente "El Father", el cual contó con la participación de artistas como el pastor Harry Maldonado, Cosculluela y Lilly Goodman como invitados. Este disco fue lanzado en octubre del 2008, y con este el cantante anunció su retiro de la música para dedicarse a Jesús y afirmó que no se trataba de ningún truco publicitario, sino para dejar la tiraera y predicar la Palabra del Señor.
La canción «Te vi llorar», perteneciente a Mi Trayectoria, se incluyó en este álbum.

## Lista de canciones
| N.º | Título                                           | Duración |  |
| 1.  | «Intro Juicio Final»                             | 5:42     |  |
| 2.  | «Mi Testimonio»                                  | 4:05     |  |
| 3.  | «Se Nos Cae La Casa»                             | 3:44     |  |
| 4.  | «La Boda»                                        | 3:50     |  |
| 5.  | «Payaso»                                         | 4:26     |  |
| 6.  | «Y Llora»                                        | 4:43     |  |
| 7.  | «Te Vi Llorar»                                   | 3:37     |  |
| 8.  | «Entre El Bien Y El Mal (featuring Cosculluela)» | 4:53     |  |
| 9.  | «Si Me Tocaras (featuring Harry Maldonado)»      | 4:07     |  |
| 10. | «Perdóname»                                      | 3:50     |  |
| 11. | «Tocaste la puerta»                              | 4:29     |  |
| 12. | «De que nos vale»                                | 3:21     |  |
| 13. | «Juicio Final (featuring Lilly Goodman)»         | 6:06     |  |

## Pistas adicionales
| N.º | Título                       | Duración |  |
| 1.  | «Interlude (Vico C)»         | 0:33     |  |
| 2.  | «Mendigo (featuring Vico C)» | 3:33     |  |

## Promoción y lanzamiento
El álbum contó con tres vídeos oficiales, siendo la canción «Payaso» la más conocida, teniendo transmisión en canales como HTV y diversos medios televisivos. Los otros materiales audiovisuales son «Y llora» y «Si me tocaras» con Harry Maldonado.